# Sint-Ursulakerk (Eizeringen)

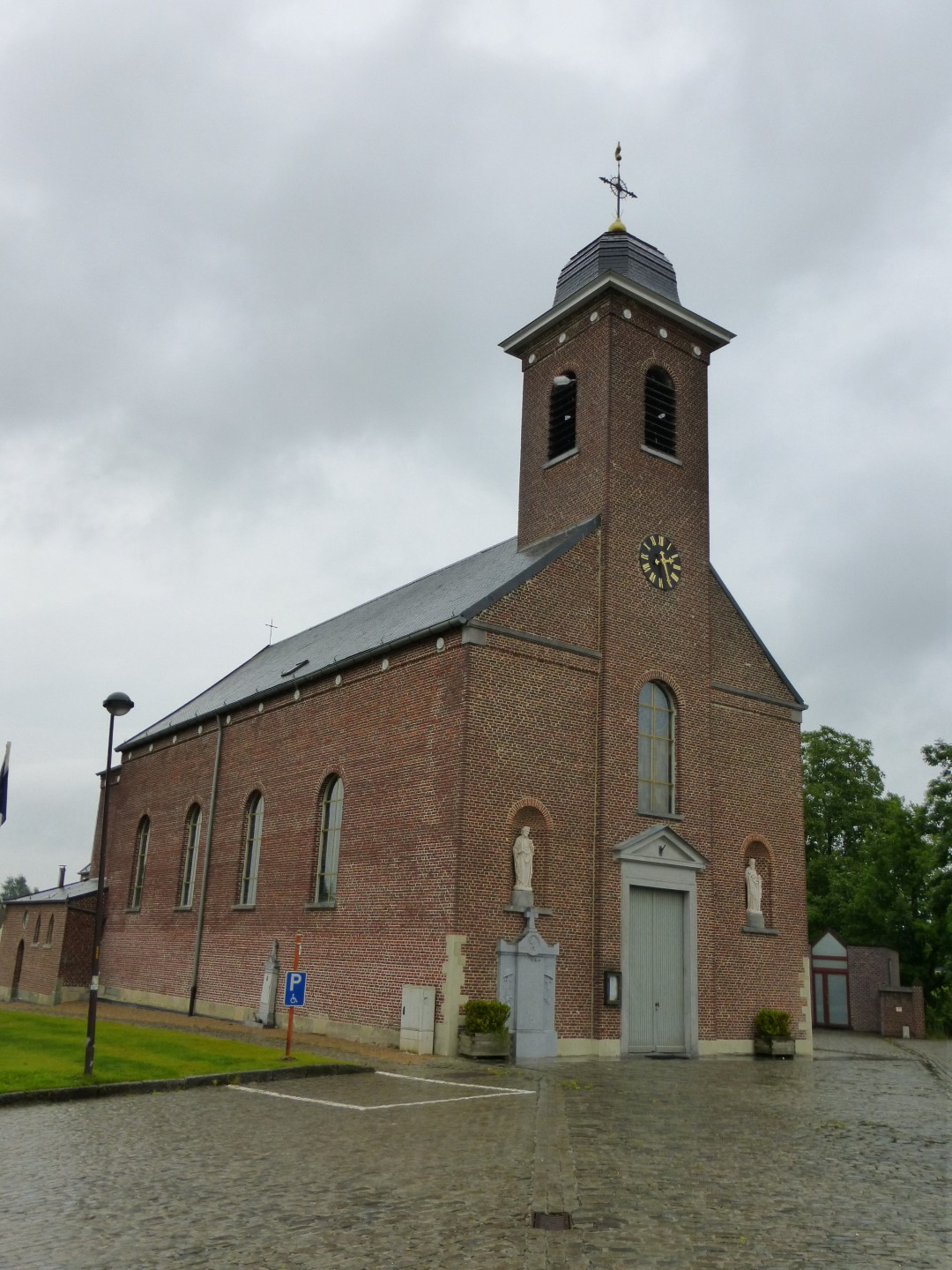
Sint-Ursulakerk

De Sint-Ursulakerk is de parochiekerk van de tot de Vlaams-Brabantse gemeente Lennik behorende plaats Eizeringen, gelegen aan de Frans Baetensstraat 50.

## Geschiedenis
Aan het einde van de 13e eeuw stond er in Iserghem reeds een aan Sint-Ursula gewijde kapel. die voor het eerst schriftelijk werd vermeld in 1414 in een schepengriffie van Wambeek. De stichter is onbekend. Het patronaatsrecht van de kapelanie was in handen van de Sint-Geertrui-abdij van Nijvel. In 1595 kreeg de pastoor van Onze-Lieve-Vrouw-Lombeek de kapelanij toegewezen. De kapelaans waren: Filip de Brigode (1572–1574), Jacobus Marotte (1576), Jacobus van Woluwe (1593), Adrianus de Nayer (1595), Joannes de la Porte (1608), Goswinus Fabricus (1626), Leonardus de Coninck (1670) en Joannes-Josephus Boucqueau (1688). In 1778 was Antonius Luyssaet, onderpastoor van Sint-Kwintens-Lennik, er kapelaan werd de kapel ondergeschikt aan de parochie van Lennik.
Wegens de slechte toestand van de wegen naar de moederkerk in Lennik enerzijds, en anderzijds het toegenomen bevolkingsaantal in Eizeringen, werd in 1807 een petitie opgesteld om de kapel te vergroten. De grote voorvechter voor de nieuwe kerk was Joseph Huysman de Neufcour, eigenaar van het kasteel van Eizeringen en voorzitter van de kerkfabriek. In 1840 kreeg hij toestemming om de kapel te vergroten.
Oorspronkelijk zou een nieuw schip gebouwd worden over de bestaande kapel. Toen de toren van de kapel overgebracht werd op het nieuwe schip stortte deze in. De kapel werd afgebroken. Alleen de muur tussen het koor en de sacristie, waar in 1778 door schilder Meert de verheerlijking van Sint-Ursula werd uitgebeeld, bleef staan. Naar ontwerp van architect Spaak werd een nieuwe kerk van baksteen gebouwd in neoclassicistische stijl.
Op 1 januari 1843 werd Eizeringen verheven tot zelfstandige parochie. De eerste pastoor was Philippus Jacobus Van Dorslaer, die tussen 1832 en 1840 onderpastoor was te Lennik en vanaf 1840 tot 1843 kapelaan was van de kapel.

## Gebouw
Het betreft een eenbeukig neoclassicistisch bouwwerk met ingebouwde toren welke voorzien is van een helmdak.

## Interieur
Een deel van het kerkmeubilair is uit de voormalige Sint-Ursulakapel afkomstig. Zo is er een 18e-eeuws portiekaltaar met een schilderij de marteling van Sint-Ursula van onstreeks 1600. Ook is er een 17e-eeuws schilderij de marteling van Sint-Sebastiaan.
Het orgel van 1855 werd vervaardigd door Pieter-Hubertus Anneessens.